# Coupe de France féminine de volley-ball amateur 2012-2013
Navigation
Coupe de France amateur 2013-2014

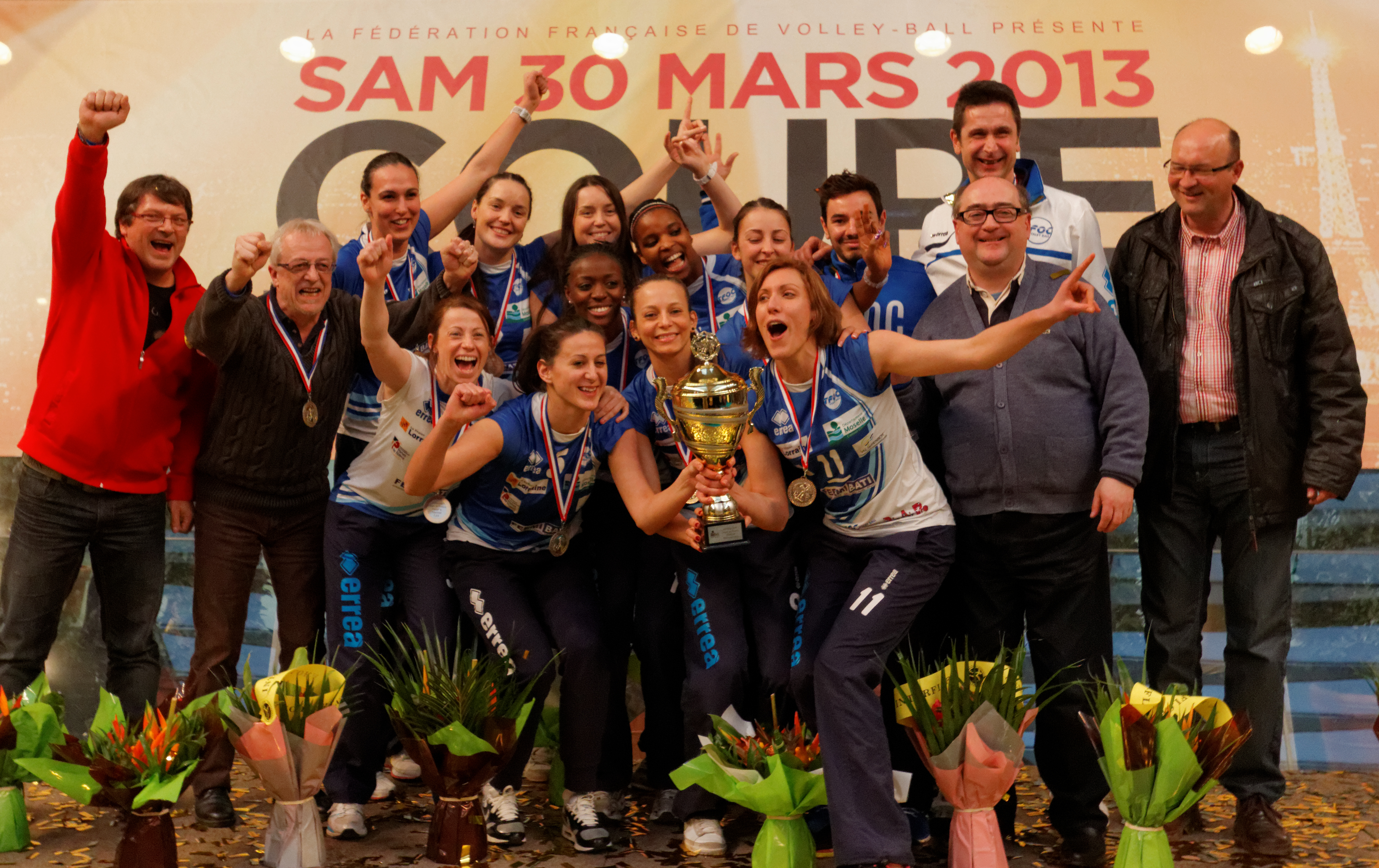
L'équipe de Terville vainqueur de la Coupe de France amateur 2013

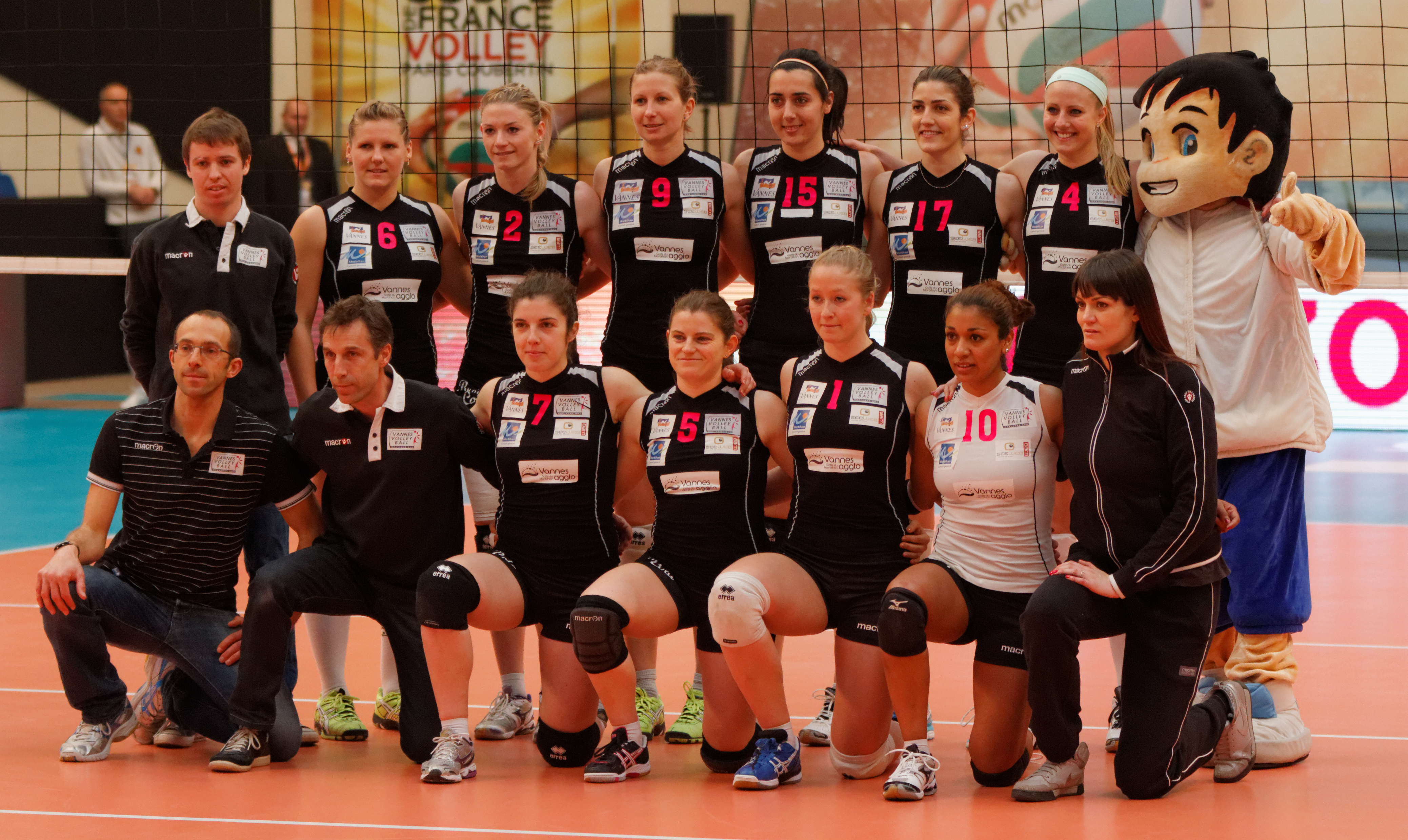
L'équipe de Vannes finaliste de la Coupe de France amateur 2013

La Coupe de France féminine de volley-ball amateur 2012-2013 est la 1re édition de la Coupe de France amateur, compétition à élimination directe mettant aux prises des clubs de volley-ball affiliés à la Fédération française de volley-ball.

## Listes des équipes en compétition
Les équipes en compétition sont  toutes les équipes des niveaux DEF, Nationale 1, Nationale 2 et Nationale 3 excepté les équipes réserves.

## Phase finale

### Phase principale
|  | Quarts de finale                                     | Quarts de finale                              |                                                      |   | Demi-finales                         | Demi-finales                         |  |  | Finale                            | Finale                            |
|  | Quarts de finale                                     | Quarts de finale                              |                                                      |   | Demi-finales                         | Demi-finales                         |  |  | Finale                            | Finale                            |
|  |                                                      |                                               |                                                      |   |                                      |                                      |  |  |                                   |                                   |
|  | 09.02.13, Harnes 20-25, 15-25, 16-25                 | 09.02.13, Harnes 20-25, 15-25, 16-25          |                                                      |   | 10.02.13, Harnes 25-18, 31-29, 25-23 | 10.02.13, Harnes 25-18, 31-29, 25-23 |  |  | 30.03.13, Paris 25-18 25-23 25-19 | 30.03.13, Paris 25-18 25-23 25-19 |
|  | 09.02.13, Harnes 20-25, 15-25, 16-25                 | 09.02.13, Harnes 20-25, 15-25, 16-25          |                                                      |   | 10.02.13, Harnes 25-18, 31-29, 25-23 | 10.02.13, Harnes 25-18, 31-29, 25-23 |  |  | 30.03.13, Paris 25-18 25-23 25-19 | 30.03.13, Paris 25-18 25-23 25-19 |
|  | Volley Club harnésien (N1)                           | 0                                             |                                                      |   | 10.02.13, Harnes 25-18, 31-29, 25-23 | 10.02.13, Harnes 25-18, 31-29, 25-23 |  |  | 30.03.13, Paris 25-18 25-23 25-19 | 30.03.13, Paris 25-18 25-23 25-19 |
|  | Volley Club harnésien (N1)                           | 0                                             |                                                      |   | 10.02.13, Harnes 25-18, 31-29, 25-23 | 10.02.13, Harnes 25-18, 31-29, 25-23 |  |  | 30.03.13, Paris 25-18 25-23 25-19 | 30.03.13, Paris 25-18 25-23 25-19 |
|  | Terville Florange Olympique Club (DEF)               | 3                                             |                                                      |   | 10.02.13, Harnes 25-18, 31-29, 25-23 | 10.02.13, Harnes 25-18, 31-29, 25-23 |  |  | 30.03.13, Paris 25-18 25-23 25-19 | 30.03.13, Paris 25-18 25-23 25-19 |
|  | Terville Florange Olympique Club (DEF)               | 3                                             | Terville Florange Olympique Club (DEF)               | 3 |                                      |                                      |  |  | 30.03.13, Paris 25-18 25-23 25-19 | 30.03.13, Paris 25-18 25-23 25-19 |
|  | 09.02.13, Harnes 25-21, 22-25, 26-24, 25-15          |                                               | Terville Florange Olympique Club (DEF)               | 3 |                                      |                                      |  |  | 30.03.13, Paris 25-18 25-23 25-19 | 30.03.13, Paris 25-18 25-23 25-19 |
|  |                                                      | Vandœuvre Nancy Volley-Ball (DEF)             | 0                                                    |   |                                      |                                      |  |  | 30.03.13, Paris 25-18 25-23 25-19 | 30.03.13, Paris 25-18 25-23 25-19 |
|  | Vandœuvre Nancy Volley-Ball (DEF)                    | Vandœuvre Nancy Volley-Ball (DEF)             | 0                                                    | 3 |                                      |                                      |  |  | 30.03.13, Paris 25-18 25-23 25-19 | 30.03.13, Paris 25-18 25-23 25-19 |
|  | Vandœuvre Nancy Volley-Ball (DEF)                    |                                               |                                                      | 3 |                                      |                                      |  |  | 30.03.13, Paris 25-18 25-23 25-19 | 30.03.13, Paris 25-18 25-23 25-19 |
|  | Volley Club Marcq-en-Barœul (DEF)                    | 1                                             |                                                      |   |                                      |                                      |  |  | 30.03.13, Paris 25-18 25-23 25-19 | 30.03.13, Paris 25-18 25-23 25-19 |
|  | Volley Club Marcq-en-Barœul (DEF)                    | 1                                             | Terville Florange Olympique Club (DEF)               | 3 |                                      |                                      |  |  |                                   |                                   |
|  | 09.02.13, Poitiers 22-25, 23-25, 18-25               |                                               | Terville Florange Olympique Club (DEF)               | 3 |                                      |                                      |  |  |                                   |                                   |
|  |                                                      | Vannes Volley-Ball (DEF)                      | 0                                                    |   |                                      |                                      |  |  |                                   |                                   |
|  | Entente Saint-Chamond Volley-ball (DEF)              | Vannes Volley-Ball (DEF)                      | 0                                                    | 0 |                                      |                                      |  |  |                                   |                                   |
|  | Entente Saint-Chamond Volley-ball (DEF)              | 10.02.13, Poitiers 19-25, 25-23, 23-25, 21-25 |                                                      | 0 |                                      |                                      |  |  |                                   |                                   |
|  | Association sportive Saint-Raphaël Volley-Ball (DEF) | 3                                             |                                                      |   |                                      |                                      |  |  |                                   |                                   |
|  | Association sportive Saint-Raphaël Volley-Ball (DEF) | 3                                             | Association sportive Saint-Raphaël Volley-Ball (DEF) | 1 |                                      |                                      |  |  |                                   |                                   |
|  | 09.02.13, Poitiers 19-25, 7-25, 19-25                |                                               | Association sportive Saint-Raphaël Volley-Ball (DEF) | 1 |                                      |                                      |  |  |                                   |                                   |
|  |                                                      | Vannes Volley-Ball (DEF)                      | 3                                                    |   |                                      |                                      |  |  |                                   |                                   |
|  | CEP Poitiers Saint-Benoît Volley-Ball (N1)           | Vannes Volley-Ball (DEF)                      | 3                                                    |   |                                      |                                      |  |  |                                   |                                   |
|  |                                                      |                                               |                                                      |   |                                      |                                      |  |  |                                   |                                   |
|  | Vannes Volley-Ball (DEF)                             | 3                                             |                                                      |   |                                      |                                      |  |  |                                   |                                   |
|  | Vannes Volley-Ball (DEF)                             | 3                                             |                                                      |   |                                      |                                      |  |  |                                   |                                   |

### Phase de classement
|  | Demi-finales                                | Demi-finales                                |                            |  | Finale      | Finale      |
|  | Demi-finales                                | Demi-finales                                |                            |  | Finale      | Finale      |
|  |                                             |                                             |                            |  |             |             |
|  | 10.02.13, Harnes 25-19, 22-25, 25-22, 25-18 | 10.02.13, Harnes 25-19, 22-25, 25-22, 25-18 |                            |  | xx.xx.13, ? | xx.xx.13, ? |
|  | 10.02.13, Harnes 25-19, 22-25, 25-22, 25-18 | 10.02.13, Harnes 25-19, 22-25, 25-22, 25-18 |                            |  | xx.xx.13, ? | xx.xx.13, ? |
|  | Volley Club harnésien (N1)                  | 3                                           |                            |  | xx.xx.13, ? | xx.xx.13, ? |
|  | Volley Club harnésien (N1)                  | 3                                           |                            |  | xx.xx.13, ? | xx.xx.13, ? |
|  | Volley Club Marcq-en-Barœul (DEF)           | 1                                           |                            |  | xx.xx.13, ? | xx.xx.13, ? |
|  | Volley Club Marcq-en-Barœul (DEF)           | 1                                           | Volley Club harnésien (N1) |  |             |             |
|  | 10.02.13, Poitiers 25-18, 25-22, 25-22      |                                             |                            |  |             |             |
|  |                                             | Entente Saint-Chamond Volley-ball (DEF)     |                            |  |             |             |
|  | Entente Saint-Chamond Volley-ball (DEF)     | 3                                           |                            |  |             |             |
|  | Entente Saint-Chamond Volley-ball (DEF)     | 3                                           |                            |  |             |             |
|  | CEP Poitiers Saint-Benoît Volley-Ball (N1)  | 0                                           |                            |  |             |             |
|  | CEP Poitiers Saint-Benoît Volley-Ball (N1)  | 0                                           |                            |  |             |             |

## Galerie

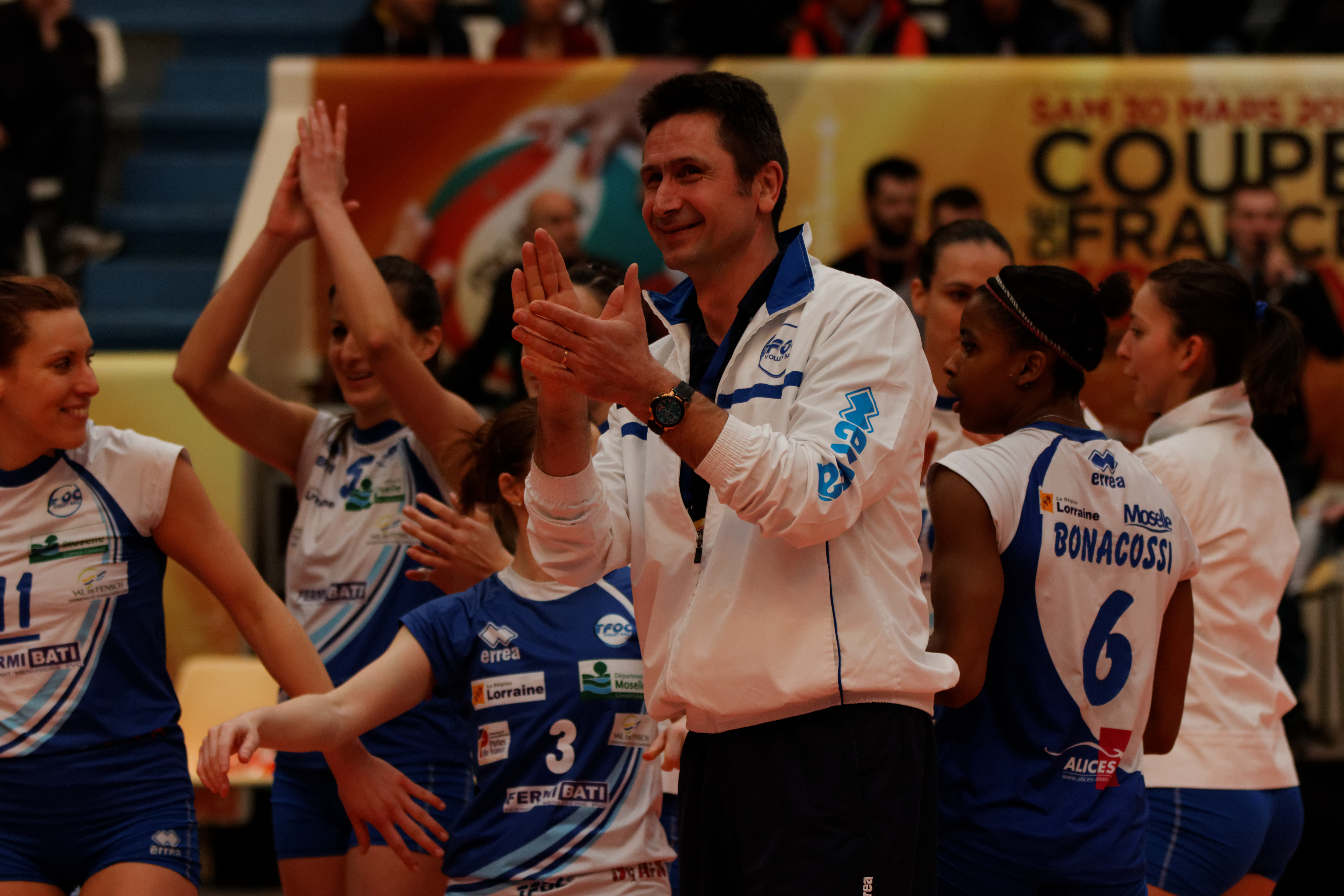
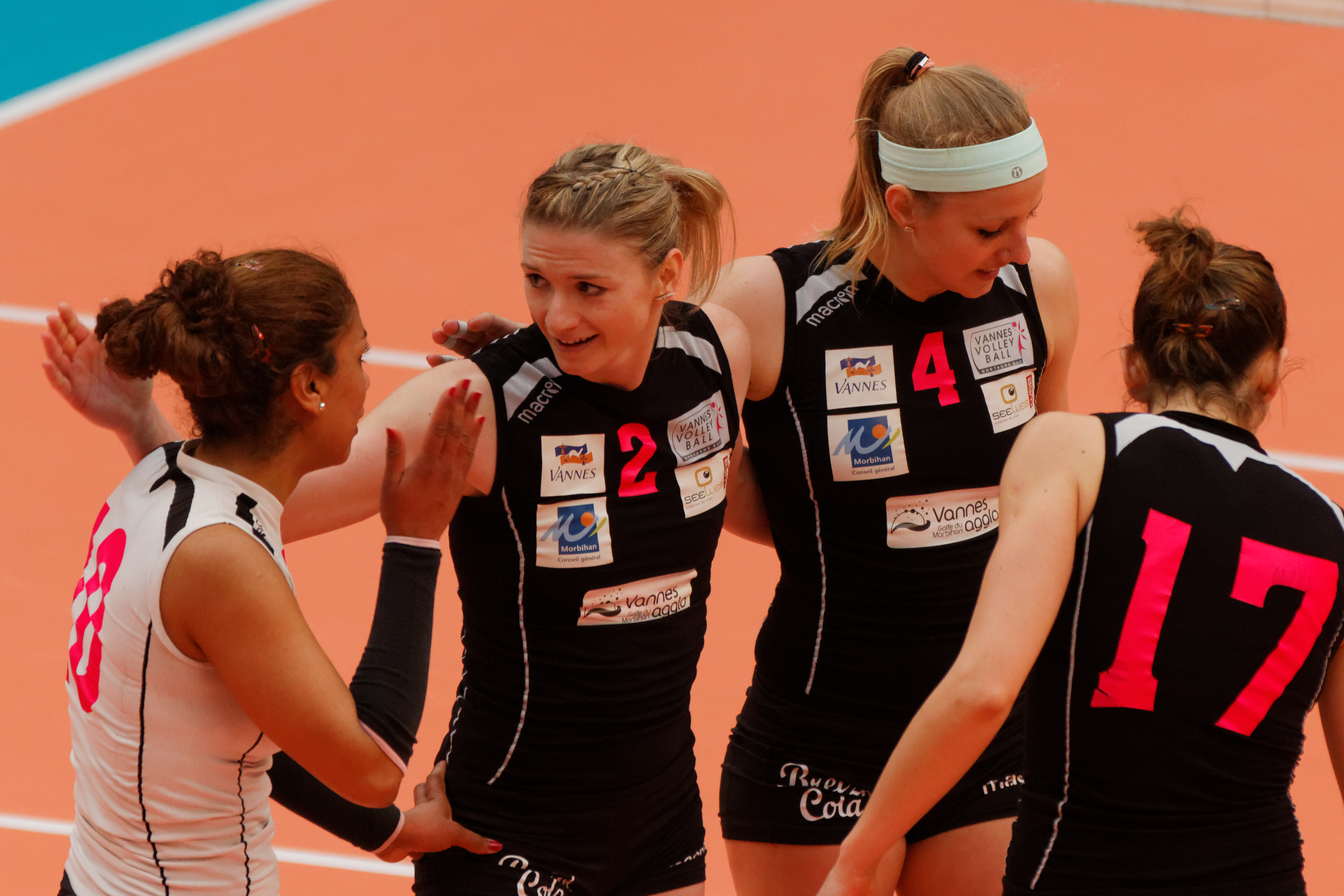
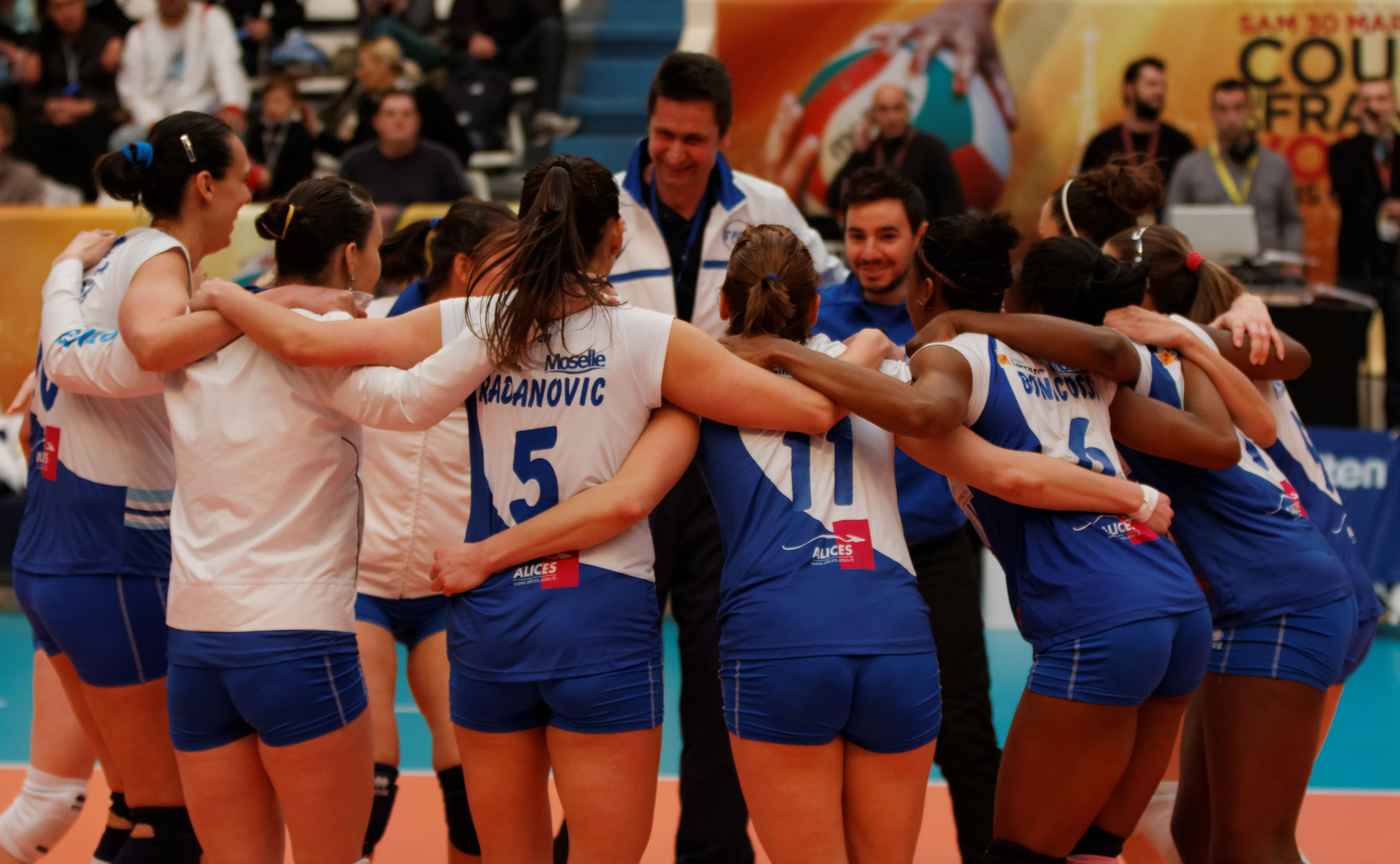
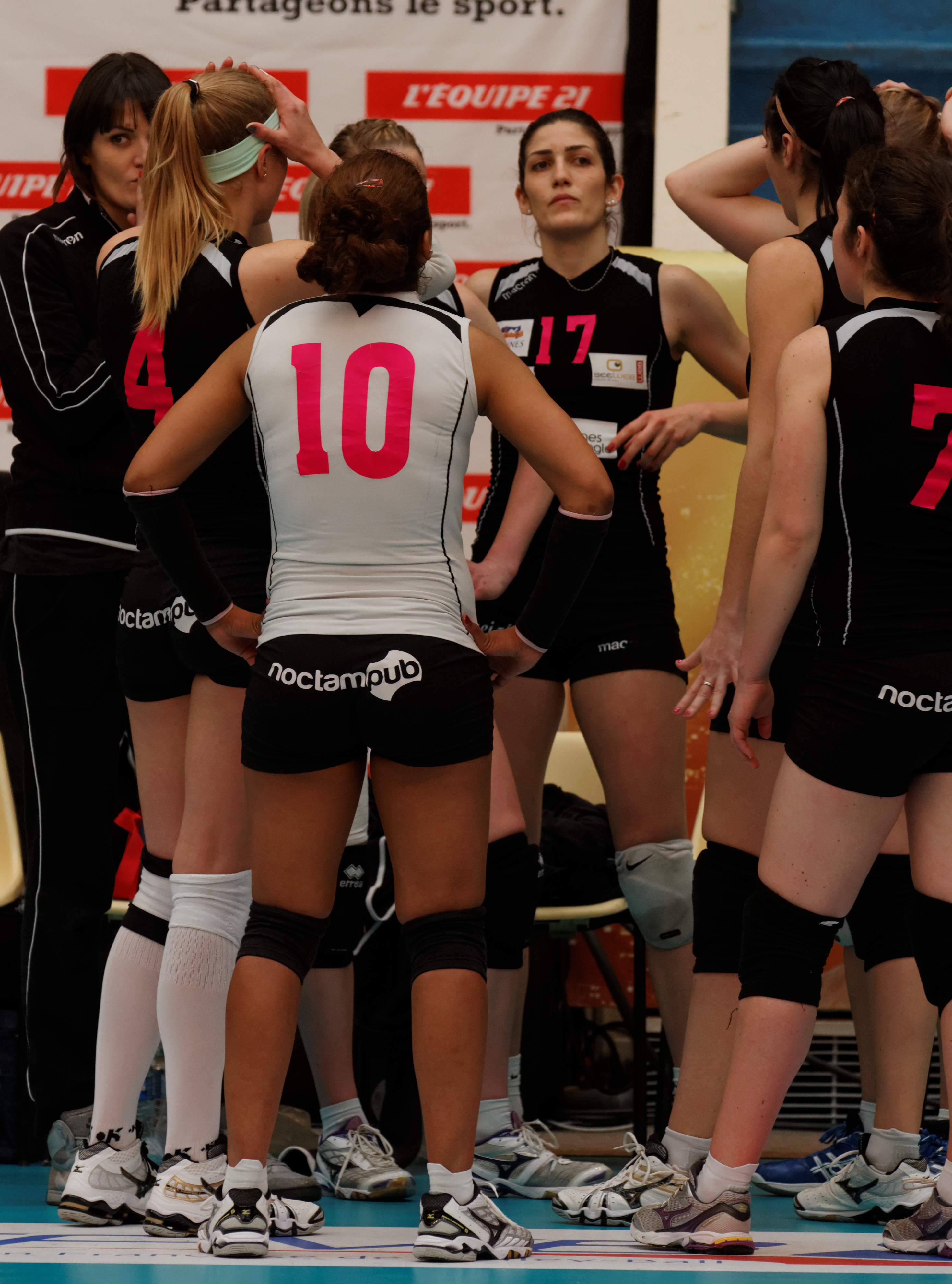
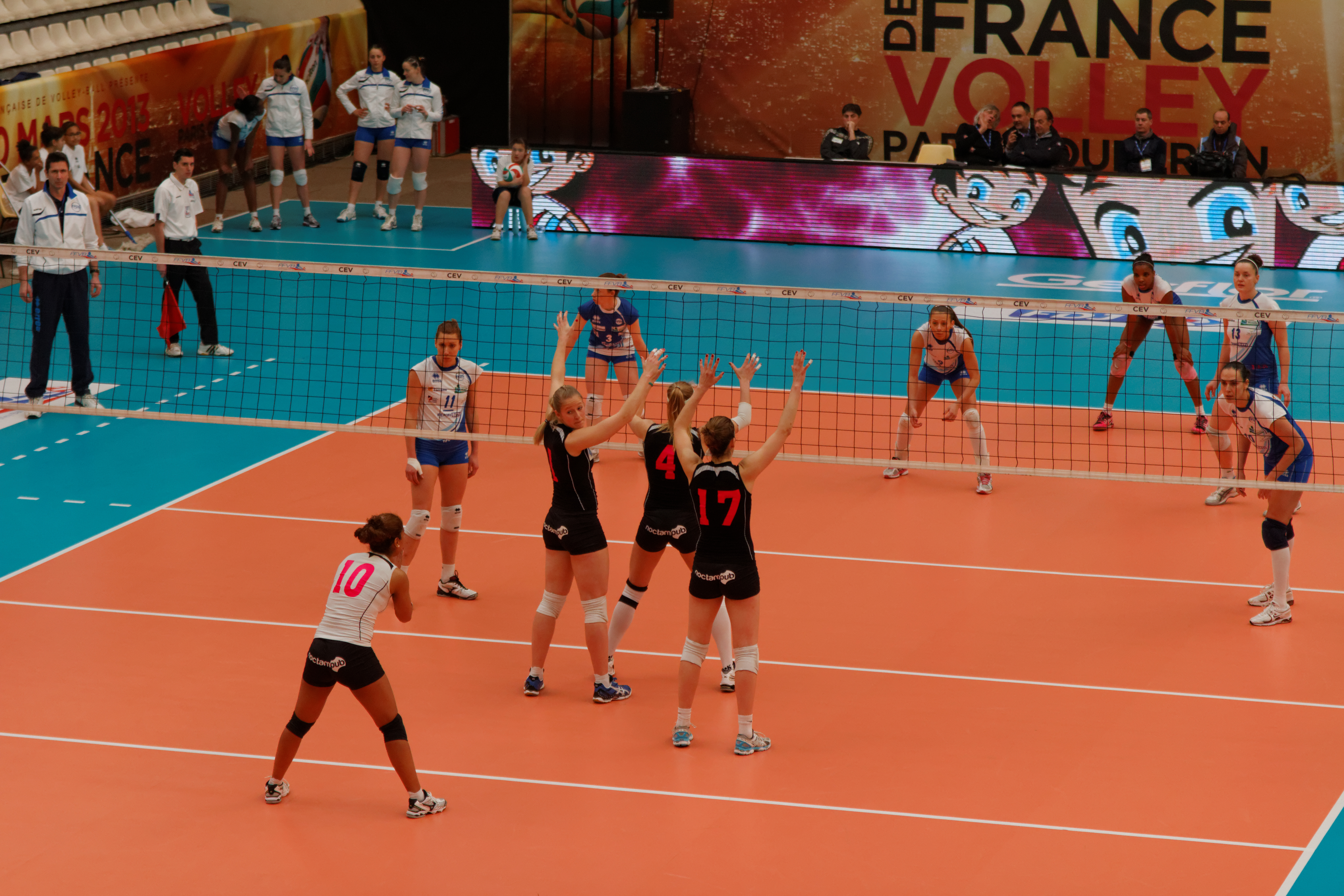
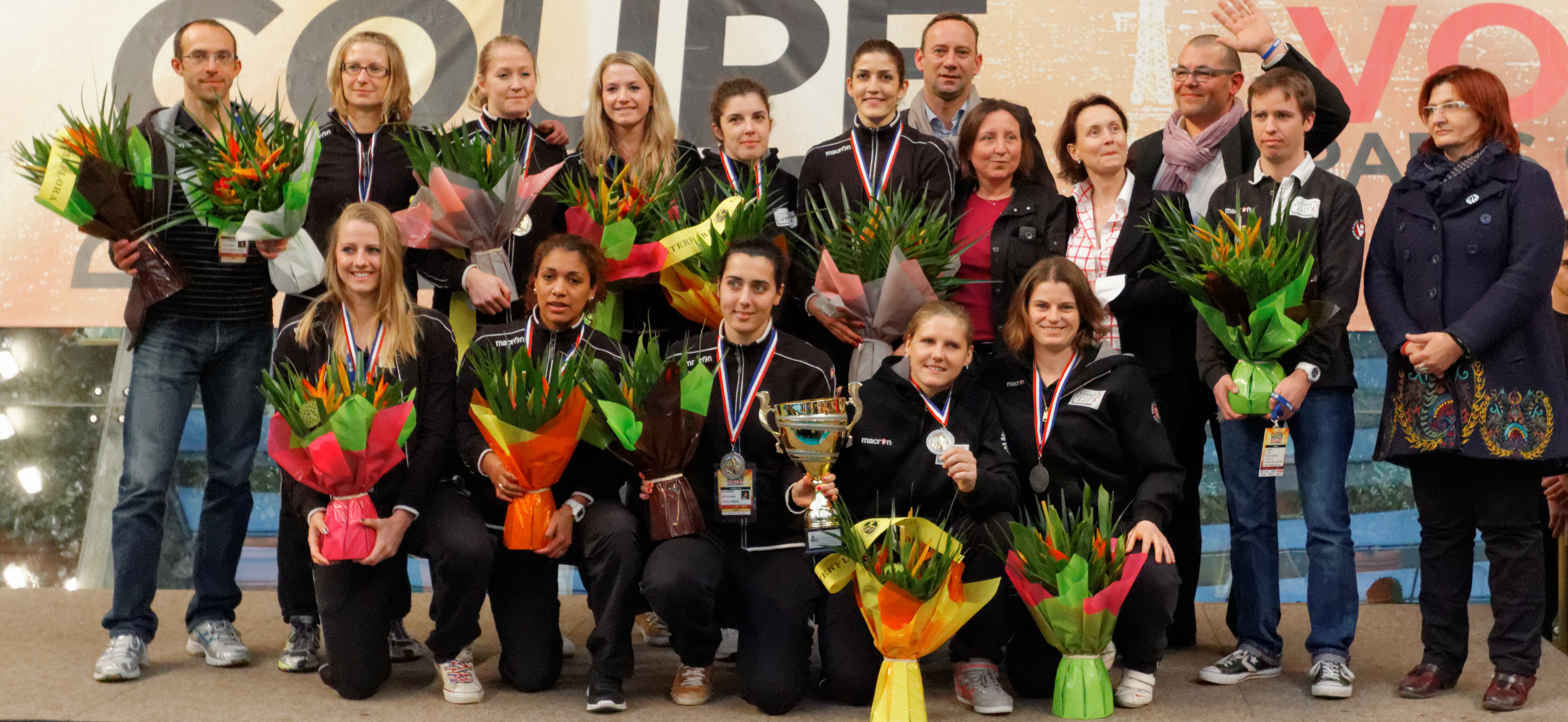
Le Vannes Volley-Ball
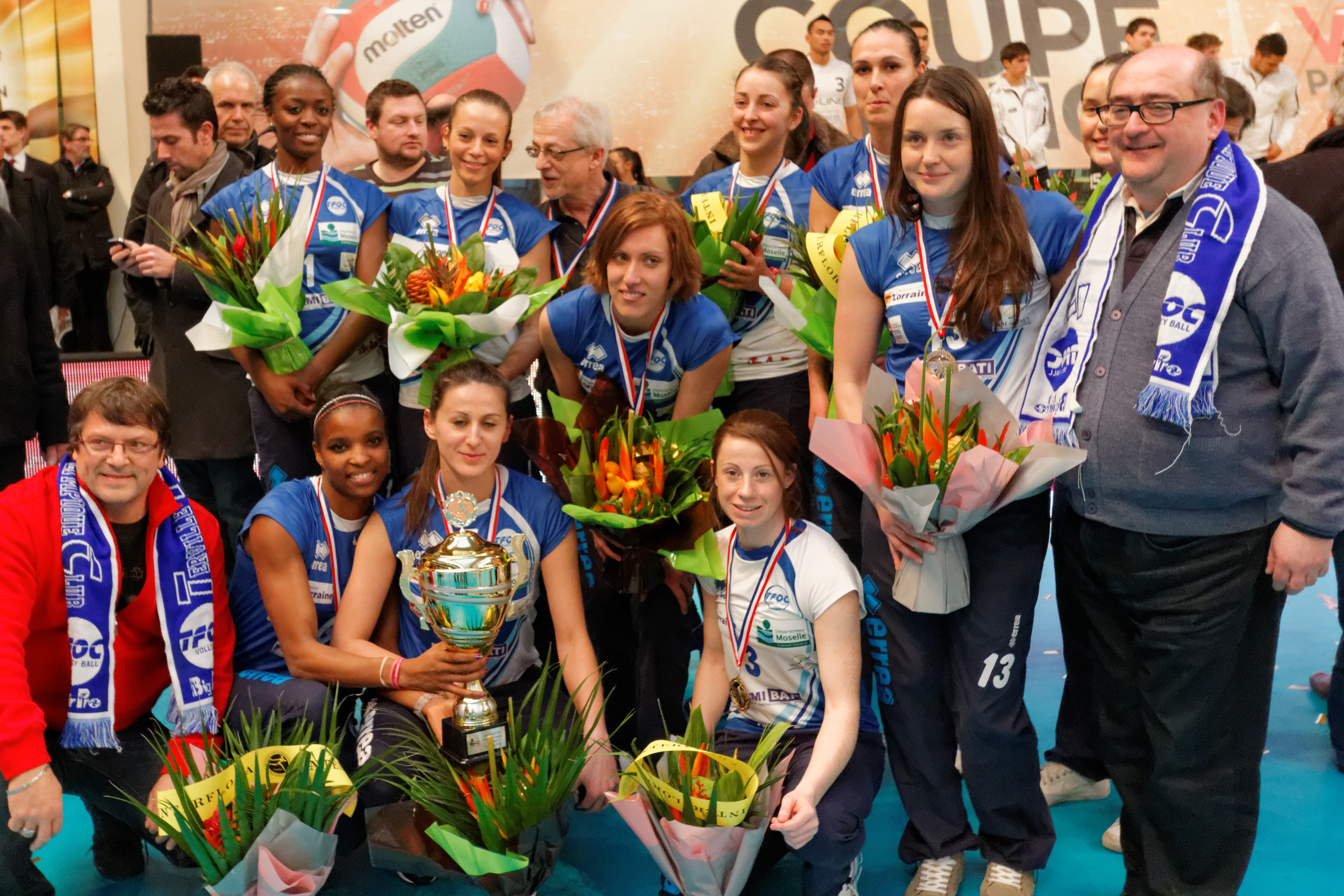
Le Terville Florange Olympique Club

- Coupe de France féminine de volley-ball amateur 2012-2013 sur Commons